# Sanxi, Fujian
Sanxi (kinesiska: 三溪)  är en socken i sydöstra Kina. Den ligger i Minqing härad i provinshuvudstaden Fuzhou i provinsen Fujian omkring 49 kilometer väster om centrala Fuzhou. Antalet invånare är 4 791. Befolkningen består av 2 289 kvinnor och 2 502 män. Barn under 15 år utgör 17,0 %, vuxna 15-64 år 69 %, och äldre över 65 år 13,0 %.